# Eisschnelllauf-Einzelstreckenweltmeisterschaften 2025
Die 24. Eisschnelllauf-Einzelstreckenweltmeisterschaften wurden vom 13. bis zum 16. März 2025 im Vikingskipet im norwegischen Hamar ausgetragen. Die Weltmeisterschaften fanden gegen Ende der Saison 2024/25 statt.
Im Rahmen der Weltmeisterschaften wurden insgesamt 16 Weltmeistertitel vergeben, 12 davon in Einzelrennen und 4 in Mannschaftswettkämpfen.

## Bilanz

### Medaillenspiegel
| Rang   | Land               | Gold | Silber | Bronze | Gesamt |
| ------ | ------------------ | ---- | ------ | ------ | ------ |
| 1      | Niederlande        | 8    | 6      | 4      | 18     |
| 2      | Italien            | 3    | 1      | 1      | 5      |
| 3      | Norwegen           | 2    | 1      | –      | 3      |
| 4      | Vereinigte Staaten | 1    | 2      | 3      | 6      |
| 5      | Japan              | 1    | 1      | –      | 2      |
| 6      | China              | 1    | –      | 1      | 2      |
| 7      | Kanada             | –    | 2      | 2      | 4      |
| 8      | Polen              | –    | 1      | 2      | 3      |
| 9      | Tschechien         | –    | 1      | 1      | 2      |
| 9      | Südkorea           | –    | 1      | 1      | 2      |
| 11     | Belgien            | –    | –      | 1      | 1      |
| Gesamt | Gesamt             | 16   | 16     | 16     | 48     |

### Medaillengewinner

#### Frauen
| Distanz        | Gold                                                              | Gold             | Silber                                                    | Silber      | Bronze                                                  | Bronze      |
| -------------- | ----------------------------------------------------------------- | ---------------- | --------------------------------------------------------- | ----------- | ------------------------------------------------------- | ----------- |
| 500 Meter      | Femke Kok                                                         | 37,50 s          | Jutta Leerdam                                             | 37,69 s     | Kim Min-sun                                             | 37,73 s     |
| 1000 Meter     | Miho Takagi                                                       | 1:14,75 min      | Femke Kok                                                 | 1:14,98 min | Jutta Leerdam                                           | 1:15,05 min |
| 1500 Meter     | Joy Beune                                                         | 1:55,28 min      | Antoinette Rijpma-de Jong                                 | 1:55,50 min | Han Mei                                                 | 1:55,53 min |
| 3000 Meter     | Joy Beune                                                         | 4:00,39 min      | Martina Sáblíková                                         | 4:00,57 min | Merel Conijn                                            | 4:01,22 min |
| 5000 Meter     | Francesca Lollobrigida                                            | 6:56,38 min      | Ragne Wiklund                                             | 6:56,56 min | Merel Conijn                                            | 6:58,49 min |
| Massenstart    | Marijke Groenewoud                                                | 60 Punkte        | Ivanie Blondin                                            | 40 Punkte   | Francesca Lollobrigida                                  | 20 Punkte   |
| Teamsprint     | NiederlandeJutta Leerdam Suzanne Schulting Angel Daleman          | 1:25,57 min (TR) | KanadaBrooklyn McDougall Béatrice Lamarche Ivanie Blondin | 1:27,23 min | PolenAndżelika Wójcik Kaja Ziomek-Nogal Karolina Bosiek | 1:27,80 min |
| Teamverfolgung | NiederlandeJoy Beune Antoinette Rijpma-de Jong Marijke Groenewoud | 2:56,09 min (TR) | JapanMiho Takagi Ayano Satō Momoka Horikawa               | 2:58,55 min | KanadaIvanie Blondin Valérie Maltais Isabelle Weidemann | 3:00,74 min |

#### Männer
| Distanz        | Gold                                                      | Gold             | Silber                                                   | Silber       | Bronze                                                        | Bronze       |
| -------------- | --------------------------------------------------------- | ---------------- | -------------------------------------------------------- | ------------ | ------------------------------------------------------------- | ------------ |
| 500 Meter      | Jenning de Boo                                            | 34,24 s (TR)     | Jordan Stolz                                             | 34,38 s      | Cooper McLeod                                                 | 34,52 s      |
| 1000 Meter     | Joep Wennemars                                            | 1:08,05 min (TR) | Jenning de Boo                                           | 1:08,21 min  | Jordan Stolz                                                  | 1:08,26 min  |
| 1500 Meter     | Peder Kongshaug                                           | 1:44,64 min      | Jordan Stolz                                             | 1:44,71 min  | Connor Howe                                                   | 1:44,78 min  |
| 5000 Meter     | Sander Eitrem                                             | 6:10,05 min      | Beau Snellink                                            | 6:11,71 min  | Vladimir Semirunniy                                           | 6:12,95 min  |
| 10.000 Meter   | Davide Ghiotto                                            | 12:46,15 min     | Vladimir Semirunniy                                      | 12:49,93 min | Metoděj Jílek                                                 | 12:51,53 min |
| Massenstart    | Andrea Giovannini                                         | 60 Punkte        | Lee Seung-hoon                                           | 40 Punkte    | Bart Swings                                                   | 20 Punkte    |
| Teamsprint     | ChinaXue Zhiwen Lian Ziwen Ning Zhongyan                  | 1:18,13 min (TR) | NiederlandeJanno Botman Jenning de Boo Tim Prins         | 1:18,42 min  | Vereinigte StaatenAustin Kleba Cooper McLeod Zach Stoppelmoor | 1:19,23 min  |
| Teamverfolgung | Vereinigte StaatenCasey Dawson Emery Lehman Ethan Cepuran | 3:39,24 min (TR) | ItalienDavide Ghiotto Michele Malfatti Andrea Giovannini | 3:41,17 min  | NiederlandeChris Huizinga Beau Snellink Marcel Bosker         | 3:41,91 min  |